# Cattedrale di Ġazančec'oc'
La cattedrale di Ġazančec'oc' (in armeno Ղազանչեցոց Եկեղեցի?), conosciuta anche come cattedrale del Salvatore (in armeno Ղազանչեցոց Սուրբ Ամենափրկիչ Մայր Տաճար?), è una cattedrale della chiesa apostolica armena situata nella città di Şuşa, in Azerbaigian.

## Storia
L'impianto originario venne eretto tra il 1868 e il 1887 con una facciata in pietra calcare bianca. Il suo architetto, Simon Ter-Hakobyan, intendeva riprendere i motivi architettonici della cattedrale di Etchmiadzin, sede del Catholicosato della Chiesa armena apostolica. La torre campanaria su tre piani, che si trova di fronte all'ingresso occidentale della cattedrale, fu costruita nel 1858.
La chiesa restò in uso fino al 1920 allorché i pogrom contro gli armeni della città provocarono la distruzione dell'intero quartiere armeno.

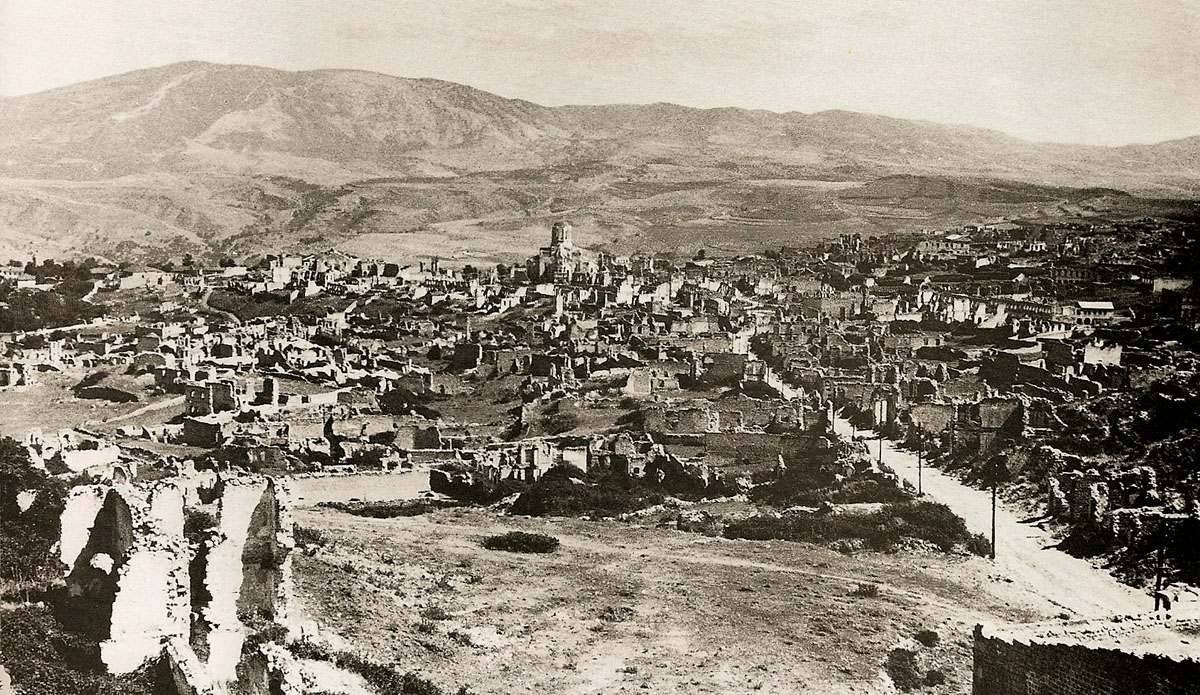
Rovine del quartiere armeno di Šowši dopo i pogrom del 1920: al centro si intravede la chiesa del Salvatore parzialmente distrutta.

Durante l'epoca sovietica la cattedrale venne dapprima usata come un granaio e poi come un garage. Nel corso della prima guerra del Nagorno Karabakh le forze azere la usarono come deposito dei razzi Grad. La città venne ripresa dagli armeni il 9 maggio 1992.

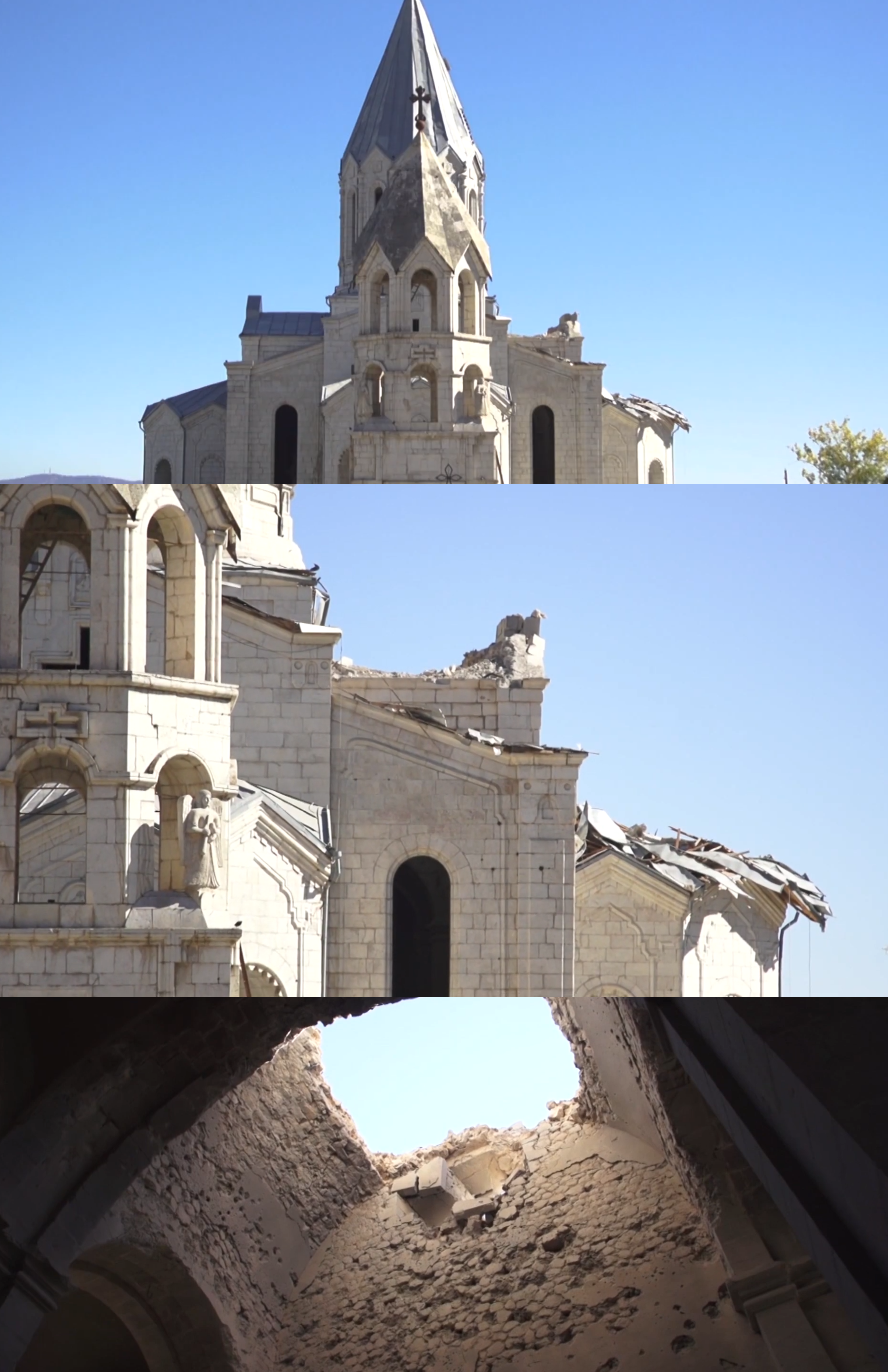
La cattedrale dopo i bombardamenti del 2020

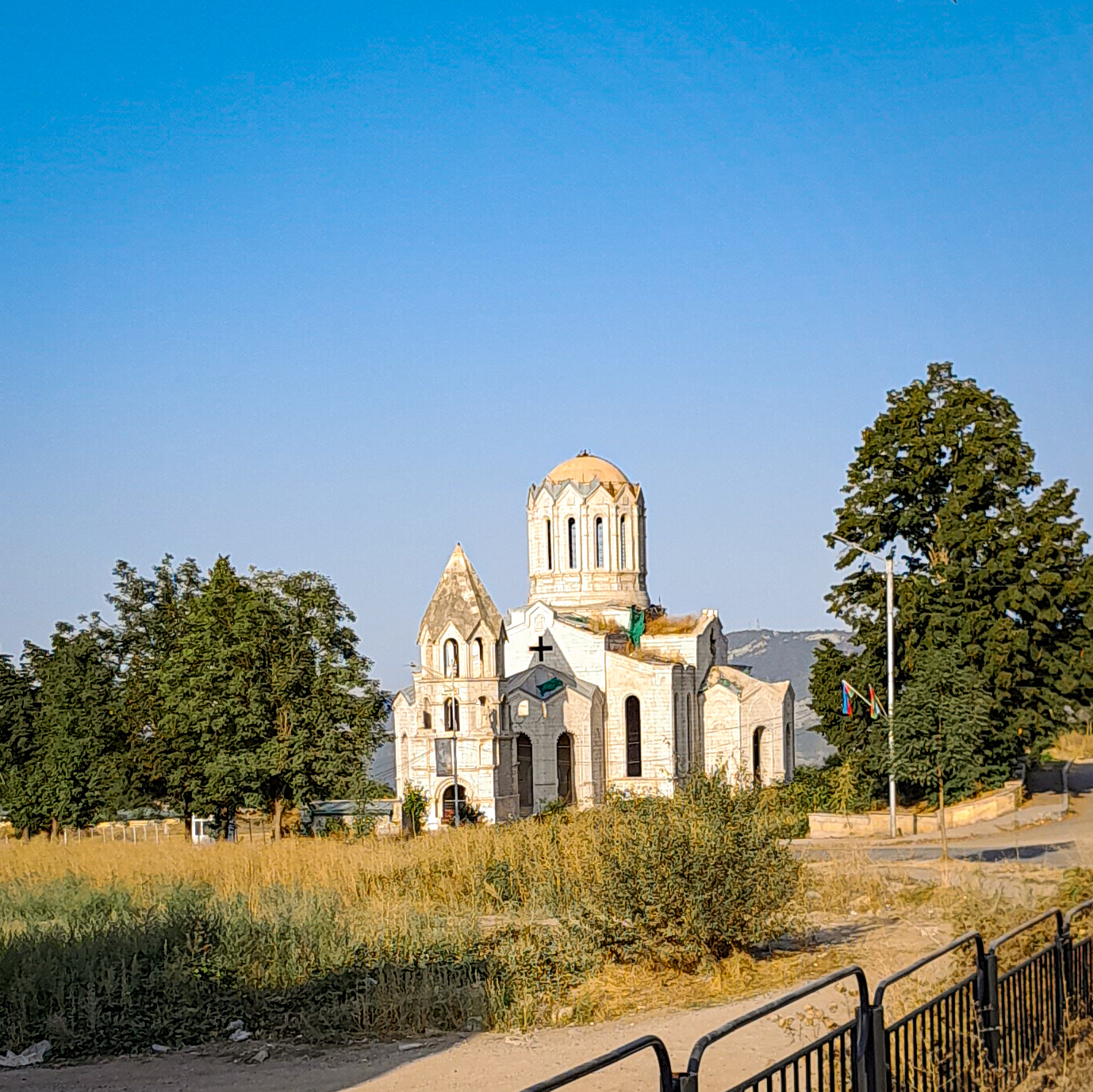
Lo stato attuale della cattedrale nel 2022

Negli anni successivi fu oggetto di interventi di restauro che interessarono anche il campanile dove vennero posizionate copie delle statue degli angeli che si trovavano al secondo livello della torre. Nel 1998 venne riconsacrata come chiesa ed ora, terminati i lavori di restauro e ritornata all'aspetto originario, svolge la funzione di cattedrale e sede della diocesi della chiesa apostolica armena nell'Artsakh.
L'8 ottobre 2020 la cattedrale è stata bombardata nel corso delle tensioni tra Armenia e Azerbaigian. I bombardamenti hanno provocato il crollo del tetto.